# Kandukur
Kandukur è una suddivisione dell'India, classificata come municipality, di 50.084 abitanti, situata nel distretto di Prakasam, nello stato federato dell'Andhra Pradesh. In base al numero di abitanti la città rientra nella classe II (da 50.000 a 99.999 persone).

## Società

### Evoluzione demografica
Al censimento del 2001 la popolazione di Kandukur assommava a 50.084 persone, delle quali 25.451 maschi e 24.633 femmine. I bambini di età inferiore o uguale ai sei anni assommavano a 5.454, dei quali 2.775 maschi e 2.679 femmine. Infine, coloro che erano in grado di saper almeno leggere e scrivere erano 31.648, dei quali 18.201 maschi e 13.447 femmine.